# Gabriel Estapé i Pagès
Gabriel Estapé i Pagès (El Masnou, Maresme, 20 de novembre de 1873 − el Masnou, Maresme, 3 de febrer de 1924) fou un cirurgià i uròleg català.
Era fill del dramaturg Jaume Estapé i Pagès i germà del polític i advocat Santiago Estapé i Pagès. Va estudiar Medicina a la Universitat de Barcelona, on es va llicenciar amb excel·lent l'any 1886. L'any següent, a Madrid, va aconseguir el grau de doctor amb la tesi Etiología, patología y profilaxis de la hemorragia cerebral. Dos anys més tard, és nomenat professor auxiliar clínic de la Facultat de Medicina de la Universitat de Barcelona. El 1902, obté per oposició la plaça d'ajudant de cirurgia a l'Hospital de la Santa Creu i, quatre anys després, va passar a ser metge numerari, destinat a la sala d'homes del Departament de Cirurgia. Allà es va iniciar en l'especialitat d'urologia de la mà del doctor Joaquim Mestre i Morer, encarregat del servei.
Va fer diversos viatges per Europa, comissionat per l'hospital, on va tenir coneixement dels corrents imperants de l'asèpsia i de l'esterilitat de l'instrumental quirúrgic. Va ser designat cirurgià en cap de l'instrumental operatori, i l'any 1921 va esdevenir cap del departament de Cirurgia. Va dedicar especial atenció als procediments urològics i va dotar l'hospital d'un equip endoscòpic urològic. També tenia consulta privada, sobretot d'urologia, on va comptar com a ajudant amb el doctor Salvador Gil i Vernet.
Fou membre de l'Associació Espanyola d'Urologia, l'Associació Francesa d'Urologia, l'Acadèmia de Ciències Mèdiques de Catalunya (on fou vicepresident), l'Institut Medicofarmacèutic de Catalunya i l'Associació de Metges de Llengua Catalana. També fou acadèmic electe de la Reial Acadèmia de Medicina de Barcelona des de l'any 1922.
Gran melòman i soci del Gran Teatre del Liceu, en va esdevenir metge titular. Des del 1914, va ser un dels primers barcelonins propietari d'un automòbil. El seu automòbil va ser el primer que va arribar a Tossa de Mar, on la família hi estiuejava des de principis del segle xx, ja que la seva dona, Lluïsa Plandiura i Pou, hi tenia família. Amb el seu exemple, va contribuir a fomentar l'estiueig a Tossa de Mar.
L'any 1967, l'Ajuntament del Masnou li va posar el seu nom a un carrer, anomenat "carrer del Doctor Estapé i Pagès".

## Obra publicada
Publicava articles regularment a la Gaceta Médica Catalana i a la Revista de Ciències Mèdiques de Barcelona. Sobretot sobre urologia i sovint en català. Entre d'altres, va publicar:
- Contribució al tractament de les nefritis cròniques
- Consideracions sobre el tractament quirúrgic de les nefritis en general i de les cròniques no supurades
- Redescapsulación renal per nefritis crònica
- Treballs quirúrgics a l'Hospital de la Santa Creu: estrangulacions peniane
- Necessitat de la uretroscopia a les uretritis de llarga evolució
- Els prostàtichs avans y després de la prostatectomia. Barcelona: Elías Vives, 1910.
- La irrigació contínua en la prostatectomia transvesical
- Fístula vesico-vaginal
- La Gastro-enterostomía sin posible círculo vicioso. Barcelona: Elías Vives, 1910.
- Prostáticos con hipertrofia y prostáticos con atrofia: consideraciones respecto su anatomía patológica, síndrome y tratamiento. Barcelona: La Neotipia, 1913.
- La anestesia local es insustituible en la prostatectomía. Barcelona: M. Roig, 1917.
- La anestesia local en vías urinarias. Madrid: Libro de Actas I Congreso Nacional de Medicina, 1919.
- Tratamiento quirúrgico del mal de Pott por osteo-síntesis vertebral. Barcelona: Badía, 1921.